# 京都府道120号伏見停車場線
京都府道120号伏見停車場線（きょうとふどう120ごう ふしみていしゃじょうせん）は、京都府京都市伏見区を通る一般府道である。

## 概要
京都市伏見区深草柴田屋敷町から京都市伏見区津知橋町に至る。南方向の一方通行となっている。

### 路線データ
- 起点：京都市伏見区深草柴田屋敷町（国道24号交点）
- 終点：京都市伏見区津知橋町（京都府道202号伏見向日線交点）

## 地理

### 通過する自治体
- 京都市（伏見区）

### 交差する道路
| 交差する道路                       | 交差する場所   | 交差する場所 |
| ---------------------------------- | -------------- | ------------ |
| 国道24号                           | 深草柴田屋敷町 | 起点         |
| 京都府道202号伏見向日線 / 津知橋通 | 津知橋町       | 終点         |

### 交差する鉄道
- 近鉄京都線

### 沿線
- 近鉄京都線 伏見駅